# Abanico (náutica)
En un barco, se llama abanico a una especie de cabria compuesta de un palo vertical y otro inclinado desde el pie de aquel hacia fuera y sujeto a él con los cabos, vientos y trincas correspondientes. 
Se llama así por la semejanza que tiene con un abanico a medio abrir y se forma a bordo con los palos y las vergas mayores para suspender pesos de mucha consideración. Esta maniobra se expresa con la frase de armar el abanico o la cabria de arbolar, como también se le llama.